# 서양등골나물
서양등골나물은 국화과의 여러해살이풀이다.
이것은 미국등골나물이라고도 한다.
서양등골나물은 한국의 토종 생태계를 교란시키는 외래식물이다. 대한민국 환경부는 2002년에 서양등골나물을 생태계교란종으로 지정했다.

## 특징
서양등골나물의 높이는 30 ~ 130 cm이다. 그것은 한국에 자생하는 등골나무류보다 키가 약간 작은 편이다. 털은 윗부분에만 있다.

## 참조
1. ↑  국립생태원. “서양등골나물 Eupatorium rugosum Houtt.”. 《한국 외래생물 정보시스템(KIAS)》. 대한민국 환경부.
2. ↑  “식물 목록:A working List of All Plant Species”.
3. ↑  “외래식물 급속 확산에 생태계 신음”. 서울신문. 2009년 9월 28일.